# Zacisze (przystanek kolejowy)
Zacisze – zlikwidowany przystanek koszalińskiej kolei wąskotorowej w Rosnowie, w województwie zachodniopomorskim, w Polsce. Został zlikwidowany pomiędzy rokiem 1947 a 1959.